# Euritas
Die Euritas (Allianz der europäischen Verwaltungs-IT-Dienstleister) wurde 2007 vom Österreichischen Bundesrechenzentrum (BRZ), dem Datenverarbeitungszentrum Mecklenburg-Vorpommern (DVZ) und von Dataport, IKT-Dienstleister fünf norddeutscher Bundesländer, gegründet. Um die internationale Benutzerfreundlichkeit zu unterstützen, wurde Ende 2010 die Kooperationsvereinigung in „European Association of Public IT Service Providers“, Euritas, umbenannt.
Der Verein hat sich den grenzüberschreitenden Austausch und Networking mit europäischen Verwaltungs-IT-Dienstleistern sowie die gemeinsame Bearbeitung von EU-weiten Anforderungen und Fragestellungen zum Ziel gesetzt.

## Geschichte
Im Herbst 2007 gründeten drei öffentliche Verwaltungs-IT-Dienstleister aus Österreich und Deutschland einen Verein, um ein transeuropäisches Netz ähnlicher Institutionen zu etablieren. Bis Dezember 2009 haben sich sechs weitere Partner angeschlossen. Im Frühjahr 2010 beauftragte der Verein eine Hochschulforschungsstudie, die das Potenzial und die zukünftige Entwicklung des Vereins bestimmen sollte. Im Dezember 2010 erhielt der Verein den Namen „Euritas“, die Mitglieder vereinbarten Vision & Mission Statements sowie strategische Interessen. Im Dezember 2011 startete eine Cloud-Arbeitsgruppe, aus der das Cloud White Paper hervorging.

## Mitglieder
Die Mitglieder sind staatliche Unternehmen mit Sitz in Europa, die nicht gewinnorientiert arbeiten (Non-Profit-Organisation). Sie sind Dienstleister der öffentlichen Verwaltung in Europa, die sich zu State-of-the-Art-Standards und -Verfahren verpflichtet haben. Alle Mitglieder steuern ihre Ressourcen und Aktivitäten der Euritas bei. Die aktuellen Mitglieder sind: (Stand April 2023)
- APIS IT (Croatia)
- Assinter Italia (Italien)
- BIT (Schweiz)
- BRZ (Österreich)
- Dataport (Deutschland)
- DVZ (Deutschland)
- ITZBund (Deutschland)
- Logius (Niederlande)
- MITA (Malta)
- Smals (Belgien)
- Statens IT (Dänemark)
- Valtori (Finnland)
- VITAKO (Deutschland)